# Villa de Livia

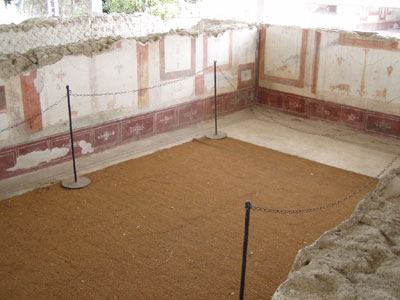
Estancia de la Villa de Livia Drusila.

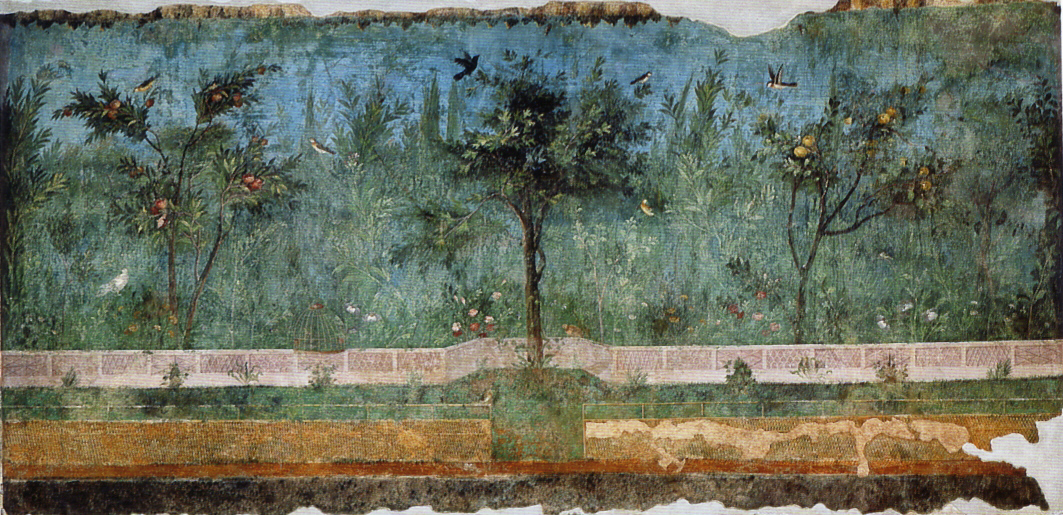
Pintura del jardín de la villa de Livia.

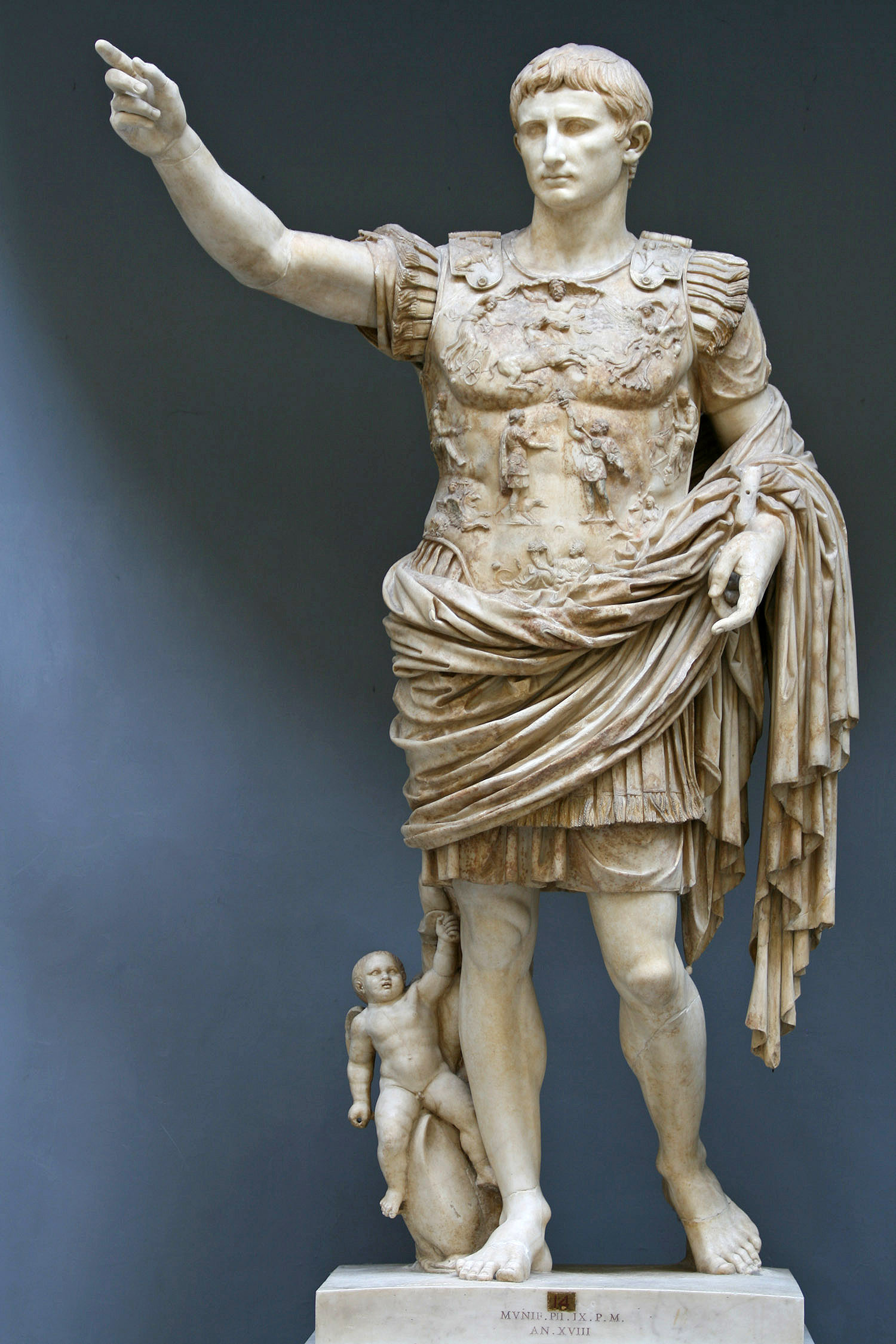
Estatua de Augusto encontrada en la villa.

La villa de Livia o villa de Primaporta (en italiano, villa di Livia; en latín, Ad Gallinas Albas) es un sitio arqueológico en la zona de Prima Porta (periferia del norte de Roma), que corresponde a la antigua villa romana de Livia Drusila, esposa del emperador Augusto. Aquí se han encontrado importantes obras, como la famosa estatua de Augusto de Prima Porta.

## Historia
La villa, que fue probablemente parte de la dote de Livia Drusila, aunque también pudo ser un regalo de Octavio por su compromiso, es citada por Plinio el Viejo, Suetonio y Dion Casio. Era su suntuosa residencia en el campo, que complementaba su domus urbana en la colina Palatina. En particular, existe también una leyenda poética sobre su fundación, según la cual un águila había hecho caer, sobre el regazo de Livia, una gallina blanca con una ramita de laurel en el pico. Consultados los arúspices, crio a sus pollitos y plantó la ramita, que generó un bosque, de donde los emperadores arrancaban ramas que llevaban consigo durante las batallas. Debido a esta leyenda, la villa también era conocida como ad gallinas albas, por las gallinas blancas que en ella se criaban.
La villa fue redescubierta y explorada ya en 1596, pero no fue reconocida como que fuese la de Livia hasta el siglo XIX. En 1863-1864 se encontró una refinada crátera de mármol tallada en bajorrelieve y en 1867, la famosa estatua de mármol del Augusto de Prima Porta, ahora conservada en los Museos Vaticanos. Se trata de una imagen idealizada de Augusto, inspirada en el Doríforo de Policleto, copia en mármol de una estatua de bronce que celebraba el retorno en el 20 a. C. de los pertrechos militares capturados por los partos en el 53 a. C. después de la derrota de Craso en Carrhae: una rica iconografía juega un papel importante en los bajorrelieves que decoran su coraza.
La villa ocupaba las alturas que dominan el valle del Tíber hacia Roma, donde algunos de los muros que sujetaban las terrazas de los terrenos ajardinados pueden todavía contemplarse (Piperno), justo en la confluencia de varias carreteras y la entrada norte a Roma. El nombre Prima Porta (Primera Puerta) proviene de un arco del acueducto sobre la Vía Flaminia, que traía agua a la villa y que los viajeros veían como el primer indicio de que llegaban a Roma. A excepción de las obras de las terrazas (los jardines aterrazados están siendo excavados actualmente), apenas pueden verse hoy día tres salas abovedadas subterráneas, donde en la más grande, se conservan magníficos frescos ilusionistas decorados con un jardín, donde todas las plantas y árboles florecen y dan fruto a la vez. Fueron llevados a Roma en 1951. Después de ser limpiados y restaurados, están depositados en el Palazzo Massimo. La bóveda por encima de los frescos estaba cubierta con relieves de estuco de los que apenas sobreviven unos pocos.
La villa fue construida y modificada en cuatro etapas, la primera de época republicana, la última de la época de Constantino el Grande. En el siglo XIX la villa pertenecía al convento de Santa Maria in Via Lata.
Una nueva serie de modernas excavaciones más meticulosas se iniciaron en 1970. Desde 1995 la exploración en Villa Livia ha sido llevada a cabo por la Superintendencia Arqueológica de Roma, dirigida por el profesor Gaetano Messineo, en colaboración con el Instituto Sueco en Roma.